# Dendrobium venustum
Dendrobium venustum là một loài thực vật có hoa trong họ Lan. Loài này được Teijsm. & Binn. mô tả khoa học đầu tiên năm 1864.
Ở Việt Nam còn được gọi dưới tên khác là Dendro Trường Sơn, Hoàng thảo môi tơ, Hoàng thảo Trường sơn, Dendrobium delacourii Guill.
Mô tả: Lan sống phụ sinh, mọc bụi nhỏ, cao 20 – 40 cm. Lá thuôn hình giải, mép không đều, dài 10 cm, có 7 gân gân. Cụm hoa thẳng, dài 20 cm. Hoa nhỏ xếp sát nhau, màu vàng lục. Cánh môi màu trắng có 3 thùy, có sọc và mép có lông nạc (20 - 30 chiếc).
Phân bố: Cây mọc ở Tây Nguyên, Daklak, Lâm Đồng đến Nam bộ và phân bố ở Lào, Thái Lan, Mianma...
Tài liệu dẫn: Phong lan Việt Nam - Trần Hợp - trang 87.
Loài lan này đáng ra là một trong những loài phổ biến nhất vì có phân bố rộng và hoa không đặc sắc lắm nên ít bị khai thác làm cảnh. Ở Đắk Lắk cây phân bố gần như đều khắp từ vùng rừng xanh, bán thường xanh cho đến rừng khộp. Tuy nhiên không hiểu sao nó lại hiếm dù không quý cả ở trong rừng lẫn ở các vườn nhà. Có lẽ là do ở trong rừng nó sinh trưởng kém, phát tán yếu nên dù dễ tìm nhưng không dễ dàng có được số lượng nhiều, còn ở nhà thì do cây bé nên ít ai quan tâm ngoài những người chơi theo kiểu sưu  tập.